# 生物降解

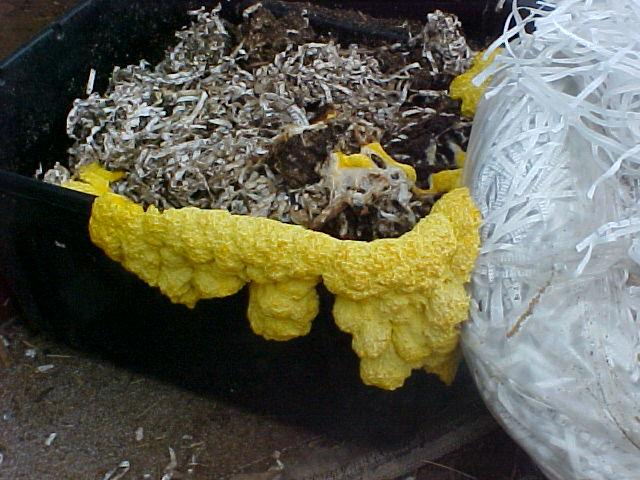
黄色黏菌在湿纸箱生长。

生物降解，是由微生物把某些物質以化學分解成自然元素。該術語通常在關係到生態環境、廢物管理、生物醫藥、自然環境（生物修復）。現在，可生物降解一詞常用於環保產品，表示該產品能夠被微生物分解回歸自然。
可生物降解的物質，一般是有機物質，如植物和動物，或相似的人工物質。有些微生物具有一種自然的微生物代謝能力，能降解和改造巨大的化合物。

## 塑膠

PLA標誌表示該產品由生物可分解塑膠製造

生物降解性塑膠是容易由微生物分解和回歸自然的塑膠。